# Libanon a 2006. évi téli olimpiai játékokon
Libanon az olaszországi Torinóban megrendezett 2006. évi téli olimpiai játékok egyik részt vevő nemzete volt. Az országot az olimpián 2 sportágban 3 sportoló képviselte, akik érmet nem szereztek.

## Alpesisí
Férfi
| Versenyző      | Versenyszám | 1. futam | 1. futam | 2. futam | 2. futam | Összesítés | Összesítés |
| Versenyző      | Versenyszám | Idő      | Hely.    | Idő      | Hely.    | Idő        | Helyezés   |
| -------------- | ----------- | -------- | -------- | -------- | -------- | ---------- | ---------- |
| Zsorzs Szaláme | Műlesiklás  | 1:07,62  | 55.      | 1:03,99  | 42.      | 2:11,61    | 43.        |

Női
| Versenyző    | Versenyszám            | 1. futam | 1. futam | 2. futam      | 2. futam      | Összesítés | Összesítés |
| Versenyző    | Versenyszám            | Idő      | Hely.    | Idő           | Hely.         | Idő        | Helyezés   |
| ------------ | ---------------------- | -------- | -------- | ------------- | ------------- | ---------- | ---------- |
| Sírín Nzsejm | Lesiklás               |          |          |               |               | 2:02,86    | 34.        |
| Sírín Nzsejm | Műlesiklás             | 47,24    | 43.      | 51,90         | 39.           | 1:39,14    | 39.        |
| Sírín Nzsejm | Óriás-műlesiklás       | 1:06,80  | 41.      | nem ért célba | nem ért célba | kiesett    | kiesett    |
| Sírín Nzsejm | Szuperóriás-műlesiklás |          |          |               |               | 1:37,93    | 46.        |

| Versenyző    | Versenyszám | Műlesiklás    | Műlesiklás    | Műlesiklás | Műlesiklás | Műlesiklás | Műlesiklás | Lesiklás | Lesiklás | Összesítés | Összesítés |
| Versenyző    | Versenyszám | 1. futam      | 1. futam      | 2. futam   | 2. futam   | Össz.      | Össz.      | Lesiklás | Lesiklás | Összesítés | Összesítés |
| Versenyző    | Versenyszám | Idő           | Hely.         | Idő        | Hely.      | Idő        | Hely.      | Idő      | Hely.    | Idő        | Helyezés   |
| ------------ | ----------- | ------------- | ------------- | ---------- | ---------- | ---------- | ---------- | -------- | -------- | ---------- | ---------- |
| Sírín Nzsejm | Összetett   | nem ért célba | nem ért célba | kiesett    | kiesett    | kiesett    | kiesett    | kiesett  | kiesett  | kiesett    | kiesett    |

## Szkeleton
| Versenyző     | Versenyszám | 1. futam | 1. futam | 2. futam | 2. futam | Összesítés | Összesítés |
| Versenyző     | Versenyszám | Idő      | Hely.    | Idő      | Hely.    | Idő        | Helyezés   |
| ------------- | ----------- | -------- | -------- | -------- | -------- | ---------- | ---------- |
| Pátrík Antáki | Férfi       | 1:03,01  | 27.      | 1:01,43  | 26.      | 2:04,44    | 27.        |